# Gondel (stacja metra)
Gondel – stacja metra w Amsterdamie, a właściwie przystanek szybkiego tramwaju, położona na linii 51 (pomarańczowej). Została otwarta 1 grudnia 1990. Znajduje się w Amstelveen, na granicy dzielnic Waardhuizen i Middenhoven. Obok przystanku znajduje się dawna siedziba Xerox w Holandii oraz obecna europejska siedziba producenta zabawek Mattel.